# A Vitória da Fé
A Vitória da Fé é um álbum ao vivo do Ministério Apascentar de Nova Iguaçu, lançado em 2009, com produção de Felipe Alves e Johny Mafra.
Primeiro disco sem usar o nome Toque no Altar, cujo direito de uso foi perdido na justiça para os cantores Luiz Arcanjo e Davi Sacer, a obra é a última da segunda formação do Apascentar. Rafael Bitencourt é responsável pelos principais vocais. Mais tarde, o músico deixaria o grupo para seguir carreira solo.

## Antecedentes
Quando o Toque no Altar se dividiu no final de 2006, isso gerou uma série de conflitos judiciais. Em 2009, o nome Toque no Altar passou a pertencer a Luiz Arcanjo e Davi Sacer, o que obrigou a adoção do antigo nome do grupo, Ministério Apascentar de Nova Iguaçu. enquanto Davi e Verônica Sacer aproveitaram para frequentar cultos no Ministério Apascentar.

## Gravação
O álbum foi gravado em estúdio entre julho e agosto de 2009 com produção do baterista Felipe Alves e do guitarrista Jhony Mafra.

## Lançamento e recepção
| Críticas profissionais | Críticas profissionais |
| Avaliações da crítica  | Avaliações da crítica  |
| Fonte                  | Avaliação              |
| ---------------------- | ---------------------- |
| Super Gospel           | (favorável)            |

A Vitória da Fé foi lançado de forma independente em 2009. A obra recebeu uma avaliação favorável de Roberto Azevedo no Super Gospel. O texto do autor diz que é "um trabalho com intensa criatividade musical".
Em 2020, o álbum foi relançado nas plataformas digitais com o título Série Recordações como um trabalho solo de Rafael Bitencourt, que era o vocalista do grupo no período e deixou a banda em 2010.

## Faixas
1. "O som dos Vencedores"
2. "Vencedor"
3. "Vencedor (Bônus)"
4. "Maravilhoso"
5. "Meu Futuro"
6. "Erga-te"
7. "Basta"
8. "A Vitória da Fé"
9. "Meu Deus Vai me Erguer"
10. "Minha Canção"
11. "Dar a Volta por Cima"
12. "Nunca Desistiu de Mim"
13. "Meu Redentor"
14. "Toca nas Águas"
15. "Teu é o Reino"